# Trnovo (Laško, Slovenija)
Trnovo je naselje u slovenskoj Općini Laškom. Trnovo se nalazi u pokrajini Štajerskoj i statističkoj regiji Savinjskoj. 

## Stanovništvo
Prema popisu stanovništva iz 2002. godine naselje je imalo 90 stanovnika.